# Jimmy Jones (football)
Ne doit pas être confondu avec le footballeur français Jimmy Jones Tchana.
Pour les articles homonymes, voir Jimmy Jones (homonymie) et Jones.
Jimmy Jones, né le 25 juillet 1928 à Lurgan en Irlande du Nord et mort le 13 février 2014, est un footballeur professionnel nord-irlandais. Il a joué dans le championnat d'Irlande du Nord de football de la fin des années 1940 au milieu des années 1960. Il est l'actuel détenteur du record du nombre total de buts marqués dans le championnat nord-irlandais et l'un des plus grands buteurs de l'histoire du football, il a notamment marqué plus de 833 buts officiels pendant toutes sa carrière,.

## Carrière
Jimmy Jones a commencé sa carrière dans le grand club nord-irlandais de l’entre deux guerres, le Belfast Celtic. Il participe le jour du Boxing Day 1948 à un match tristement célèbre qui oppose à Windsor Park le Celtic au Linfield FC. Belfast mène pendant pratiquement tout le match, mais Linfield égalise dans la dernière minute. Les supporters de Linfied envahissent alors le terrain et attaquent plusieurs joueurs du Celtic dont Jimmy Jones qui est gravement blessé : jeté à terre et piétiné, il sort finalement de l'incident avec une jambe cassée.
Après le retrait du Celtic à la fin du championnat 1948-1949, Jones rejoint le club de sa ville natale le Glenavon FC.
Contrairement à un mythe souvent véhiculé en Irlande du Nord, la carrière de Jimmy Jones n’a pas été brisée en même temps que sa jambe en 1948. Il a terminé cinq fois meilleur buteur du championnat après cette agression en 1952, 1954, 1956, 1957 et 1960. Celui qui enfilait but sur but faisait partie du célèbre onze du Glenavon FC qui apporta à Lurgan son premier sacre national, en 1952. Jones resta meilleur buteur du club dix saisons d'affilée, de 1952/53 à 1961/62, et son record de 74 buts de la saison 1956/57 tient toujours. Il inscrivit 517 buts et remporta trois titres de champion et trois Coupes d'Irlande avec Glenavon.
En 1953, il marque trois buts lors de la fameuse victoire 5-3 de l’équipe du championnat d'Irlande contre l’Angleterre.
Jones a été trois fois international avec l’équipe d’Irlande du Nord.

## Palmarès

### En club
- Champion d’Irlande du Nord : 4 fois. 
  - 1948 avec Belfast Celtic
  - 1952, 1957, 1960 avec Glenavon FC
- Vainqueur de la Coupe d’Irlande du Nord : 2 fois
  - 1957, 1959 avec Glenavon FC

### Personnel
- Meilleur buteur du championnat d’Irlande du Nord
  - 1947/48 28 buts (Celtic)
  - 1951/52 27 buts (Glenavon)
  - 1953/54 32 buts (Glenavon)
  - 1955/56 26 buts (Glenavon)
  - 1956/57 33 buts (Glenavon)
  - 1959/60 29 buts (Glenavon)